# Abayubá (Montevideo)
Abayubá es una localidad del norte del departamento de Montevideo, Uruguay. Se ubica dentro de la zona conocida como Montevideo rural, perteneciente a otras localidades o pueblos como Melilla, Toledo o Bañados de Carrasco.
Dentro de esta localidad, se encuentran algunos microbarrios. El más conocido es San Bartolo, en el límite con el departamento de Canelones. En esta área se ubica la capilla salesiana de San Bartolo y algunos comercios locales.

## Historia
Lleva el nombre del cacique homónimo, sobrino de Zapicán (uno de los grandes caciques indígenas del territorio que luego se llamaría Uruguay) y heredero del trono de cacique.
Se dice que no fue muy conocido entre los grandes pero si un gran líder. Fue cacique de los charrúas y despuntó por su arrojo y bravura al enfrentar a los conquistadores, el nombre charrúa Abayubá significa "pie veloz" (alguien rápido). Considerado como si fuese un gran barrio de la zona norte del departamento, la mayoría de las calles de esta localidad tiene por nombre el de antiguos indígenas, como Caracé, Guacziola o Siripó entre otros.

## Lugares de interés
Lo más conocido de esta localidad son su reproductora de cebada y la recientemente inaugurada "Casa de la Cultura" o "Casona".
 También cuentan con el "Gimnasio de Abayubá" y con "Almacén Cultural Macanudos", y particularmente con el Estadio Parque Oriental, perteneciente al vecino Club Oriental de Football de la ciudad de La Paz, Departamento de Canelones. En 2024 se inauguró una estación de transferencia de residuos a cargo de la Intendencia de Montevideo.
El escritor argentino-uruguayo del siglo XIX Florencio Escardó entre sus principales novelas tiene una llamada Abayuba. 
También se denomina Abayuvá a un área natural protegida argentina categorizada como paisaje natural protegido de la provincia argentina de Entre Ríos.